# Varner-Gruppen
Die Varner-Gruppen AS ist der größte norwegische Textilhändler.

## Konzern
In Norwegen betreibt der Konzern rund 500 Einzelhandelsgeschäfte, darunter Ketten wie Bik Bok, Carlings, Volt, Cubus, Dressmann, Solo, Urban, Vivikes, Wearhouse, Levi’s Store und WOW. Nach einer Expansion ins skandinavische Nachbarland, in die baltischen Staaten, nach Deutschland, Österreich und Polen verfügt der Konzern über insgesamt mehr als 1000 Geschäfte.

## Geschichte
Die Varner-Gruppen wurde 1962 von Frank Varner gegründet. Nach 5 Jahren etablierte er die Marke Dressmann, 1985 stieg er mit der Kette Carlings in den Handel mit Damenmode ein. In der Folge wurden die Ketten Cubus (1989), Bik Bok (1991) und Vivikes (1994) erworben. Noch in den 2000er-Jahren zählt die Varner-Gruppen nur rund 80 Geschäfte.